# Platygaster marttii
Platygaster marttii är en stekelart som beskrevs av Peter Neerup Buhl 2003. Platygaster marttii ingår i släktet Platygaster och familjen gallmyggesteklar. Inga underarter finns listade i Catalogue of Life.